# جيمس ويليام تومسون
جيمس ويليام تومسون (بالإنجليزية: James William Thomson)‏ هو سياسي نيوزلندي، ولد في 1828، وتوفي في 4 أغسطس 1907. انتخب عضو مجلس النواب النيوزيلندي.